# Rahon (Jura)
Rahon és un municipi francès situat al departament del Jura i a la regió de Borgonya - Franc Comtat. L'any 2007 tenia 528 habitants.

## Demografia

### Població
El 2007 la població de fet de Rahon era de 528 persones. Hi havia 210 famílies de les quals 50 eren unipersonals (21 homes vivint sols i 29 dones vivint soles), 78 parelles sense fills, 66 parelles amb fills i 16 famílies monoparentals amb fills.
La població ha evolucionat segons el següent gràfic:
Habitants censats

### Habitatges
El 2007 hi havia 238 habitatges, 204 eren l'habitatge principal de la família, 22 eren segones residències i 12 estaven desocupats. 228 eren cases i 10 eren apartaments. Dels 204 habitatges principals, 181 estaven ocupats pels seus propietaris, 21 estaven llogats i ocupats pels llogaters i 3 estaven cedits a títol gratuït; 3 tenien dues cambres, 21 en tenien tres, 59 en tenien quatre i 121 en tenien cinc o més. 168 habitatges disposaven pel capbaix d'una plaça de pàrquing. A 77 habitatges hi havia un automòbil i a 116 n'hi havia dos o més.

### Piràmide de població
La piràmide de població per edats i sexe el 2009 era:
| Homes | Edats   | Dones |
| ----- | ------- | ----- |
| 0     | 95 o +  | 0     |
| 0     | 90 a 94 | 4     |
| 4     | 85 a 89 | 4     |
| 8     | 80 a 84 | 0     |
| 4     | 75 a 79 | 20    |
| 20    | 70 a 74 | 12    |
| 8     | 65 a 69 | 4     |
| 8     | 60 a 64 | 8     |
| 24    | 55 a 59 | 4     |
| 16    | 50 a 54 | 32    |
| 24    | 45 a 49 | 16    |
| 20    | 40 a 44 | 28    |
| 8     | 35 a 39 | 8     |
| 16    | 30 a 34 | 24    |
| 8     | 25 a 29 | 0     |
| 12    | 20 a 24 | 12    |
| 40    | 15 a 19 | 16    |
| 4     | 10 a 14 | 20    |
| 24    | 5 a 9   | 8     |
| 12    | 0 a 4   | 0     |

## Economia
El 2007 la població en edat de treballar era de 318 persones, 242 eren actives i 76 eren inactives. De les 242 persones actives 221 estaven ocupades (117 homes i 104 dones) i 21 estaven aturades (6 homes i 15 dones). De les 76 persones inactives 36 estaven jubilades, 21 estaven estudiant i 19 estaven classificades com a «altres inactius».

### Ingressos
El 2009 a Rahon hi havia 208 unitats fiscals que integraven 527 persones, la mediana anual d'ingressos fiscals per persona era de 18.606 €.

### Activitats econòmiques
Dels 11 establiments que hi havia el 2007, 1 era d'una empresa de fabricació d'altres productes industrials, 3 d'empreses de construcció, 2 d'empreses de comerç i reparació d'automòbils, 1 d'una empresa de transport, 1 d'una empresa d'hostatgeria i restauració, 1 d'una empresa immobiliària, 1 d'una empresa de serveis i 1 d'una empresa classificada com a «altres activitats de serveis».
Dels 4 establiments de servei als particulars que hi havia el 2009, 3 eren paletes i 1 restaurant.
L'any 2000 a Rahon hi havia 12 explotacions agrícoles que ocupaven un total de 783 hectàrees.

## Equipaments sanitaris i escolars
El 2009 hi havia una escola elemental integrada dins d'un grup escolar amb les comunes properes formant una escola dispersa.

## Poblacions més properes
El següent diagrama mostra les poblacions més properes.